# バーナード・バーカー
バーナード・レオン・バーカー（Bernard Leon Barker、1917年3月17日 ‐ 2009年6月5日）は、ウォーターゲート事件で逮捕された侵入犯の一人。彼は元CIA職員で、「鉛管工」（plumber）として知られた工作班の一人でもあった。バーカーはペンタゴン・ペーパーズ漏洩でのルイス・フィールディングのオフィス侵入の実行犯でもあった。